# Fitoestrogen

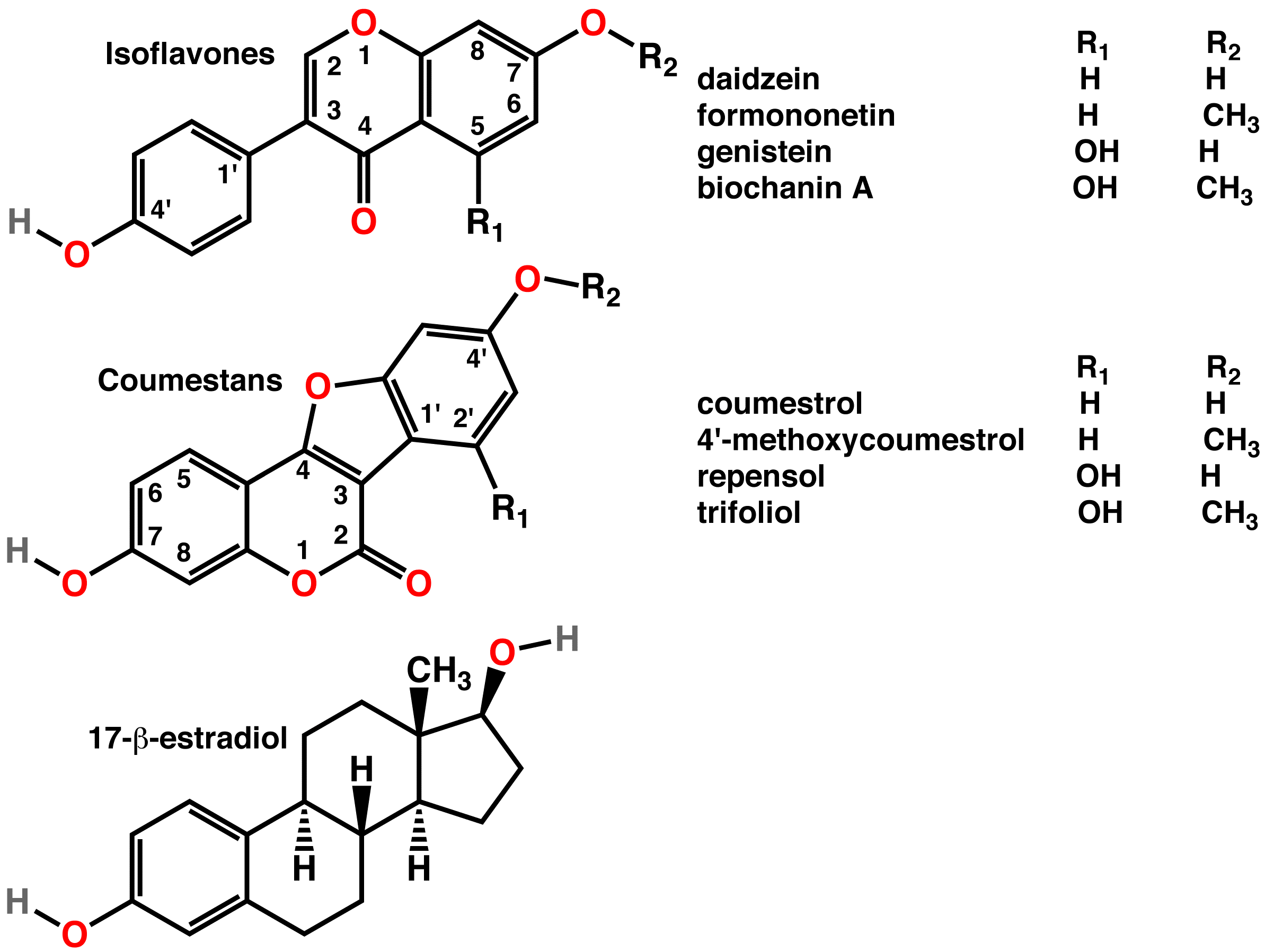
Structura generală a claselor majore de fitoestrogeni

Un fitoestrogen este un tip de xenoestrogen de origine vegetală care nu este generat în organism în cadrul sistemului endocrin. Fitoestrogenii sunt consumați prin alimentație. Din punct de vedere chimic, sunt compuși nesteroidieni de origine vegetală care prezintă similitudine structurală cu estradiolul (17-β-estradiol), având astfel capacitatea de a acționa asupra receptorilor estrogenici și având activitate estrogenică.
Fitoestrogenii nu sunt nutrienți esențiali, iar absența lor în dietă nu cauzează un deficit. Nu se cunoaște să aibă o funcție biologică normală la om. Surse vegetale de fitoestrogeni sunt: soia, fasolea, orezul, cafeaua, merele, etc.

## Structură
Fitoestrogenii aparțin a trei grupe principale de compuși naturali estrogenici din plante: cumestani, prenilflavonoide și izoflavone (vezi figură). Cele mai cercetate și de interes sunt izoflavonele, regăsite în soia și trifoi (familia Fabaceae). O altă clasă este cea a lignanilor, dar care nu sunt flavonoide. Micoestrogenii au structuri și activitate similară, dar nu sunt de origine vegetală, ci fungică; de exemplu, sunt produși de specii de Fusarium, comun pe cereale.